# Phocée
Pour les articles homonymes, voir Phocéen.
Pour l’article ayant un titre homophone, voir Fossé.
Phocée (en grec ancien : Φώκαια / Phṓkaia, la cité des Phocéens, aujourd’hui en turc : Foça) est une ancienne cité grecque d'Ionie sur la côte de la mer Égée, dans le golfe de Smyrne (aujourd'hui Izmir, en Turquie). Son nom est repris dans celui de l’actuelle ville de Foça. Elle est fondée entre le Xe et le VIIIe siècle av. J.-C. par des Grecs venus de Grèce continentale.

## Géographie
Phocée était la plus nordique des villes ioniennes, à la frontière de l'Éolide. Elle était située à proximité de la bouche du fleuve Hermus (maintenant Gediz), et située sur la côté de la péninsule séparant le Golfe de Cymé du nord, nommé d'après la plus grande des villes de l'Éolide et le Golfe de Smyrne (maintenant Izmir) vers le sud.
Phocée a deux ports naturels à proche proximité de l'habitat, les deux ports contenant un petit nombre d'îles. Les ports de Phocée permettaient à la ville de développer une économie marine prospère, et de devenir un grand port naval, qui a influencé sa culture.[réf. nécessaire]
Des découvertes archéologiques récentes ont montré que la ville de Phocaea était grande pour la période antique. Hérodote donne une idée de la taille de Phocaea en décrivant les murs de Phocaea comme ayant une longueur de plusieurs stades (l'unité de mesure).
Une tombe perse du quatrième siècle avant le Christ, connue sous l'appellation Tas Kule (rock tower), est située (38° 39′ 37″ N, 26° 49′ 02″ E) à 7 kilomètres à l'Est de Phocaea sur une route principale. Ce monument funéraire a été creusé dans une roche solide avec un étage bas rectangulaire haut de 2,7 mètres  9 × 6 mètres) surmontée par un second étage haut de 1,9 mètre  (3 × 3 mètres). Quatre marches entre les deux niveaux suggèrent une influence perse forte et la plupart des archéologues croit que cette tombe a été construite pour un aristocrate perse ou un leader local servant les Perses. Le style peut se comparer à celui du mausolée de Cyrus.

## Histoire

### Origines
Les textes anciens donnent peu d'indications sur l'origine, les institutions et les cultes de la cité. Sa population aurait été composée d'Athéniens et de Phocidiens (habitants de la Phocide, territoire sacré de la Grèce antique). D'après Hérodote, pour qui elle passe pour avoir créé les premiers longs vaisseaux à cinquante rames, les pentécontères, elle est implantée dans la région qui jouit du meilleur climat du monde, adossée à des collines au bord d'une vaste baie bien protégée.

### La Confédération ionienne

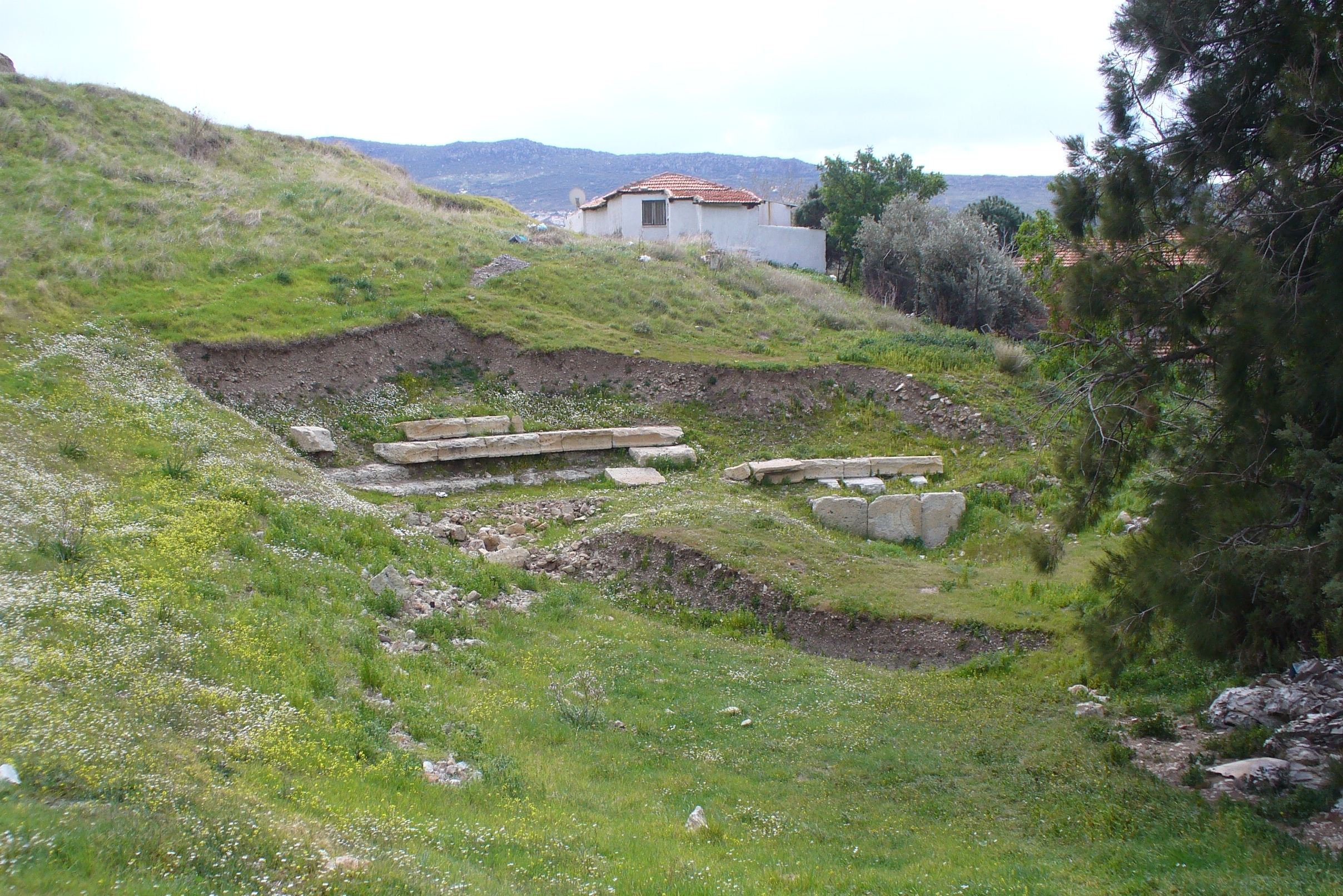
Vestiges du théâtre de Phocée.

Phocée est l'une des cités de la Confédération ionienne, dodécapole grecque d'Anatolie occidentale, avec Chios, Clazomènes, Colophon, Éphèse, Érythrées, Lébédos, Milet, Myonte, Priène, Samos et Téos. Mais ces cités n'ont que des liens très lâches avec leurs voisines, même quand elles sont regroupées en une ligue. Cela les place en position de faiblesse lorsqu'il leur faudra faire face à des puissances adverses à partir du VIIe siècle av. J.-C. : les Lydiens, les Cimmériens et surtout les Perses de Cyrus le Grand à partir de 546 av. J.-C.

### La tutelle lydienne
Les cités grecques d'Ionie entretiennent des relations commerciales suivies avec leur principal voisin, le riche et prospère royaume de Lydie. Au début du VIIe siècle av. J.-C., alors que des envahisseurs venus du nord, les Cimmériens, ravagent la Lydie et le territoire des cités grecques, Gygès, le roi de Lydie, mit en œuvre une politique d'alliance et de conquête, et Lydiens et Grecs s'unirent pour lutter contre leur ennemi commun. Gygès trouve la mort au cours d'une bataille ; mais une fois la paix revenue, ses successeurs rétablissent leur royaume et placent les cités grecques sous leur tutelle. Celles-ci continuent à se gouverner en autonomie, mais elles doivent payer un tribut et fournir un contingent militaire en cas de besoin. D'autre part, les Lydiens sont à cette époque influencés par la culture grecque.

### Les colonies phocéennes
Les cités ioniennes sont prospères, et leur richesse augmente encore avec le développement des relations avec les colonies qu'elles ont fondées autour de la Méditerranée. Ainsi, au VIe siècle av. J.-C., Phocée devint la « métropole » (cité-mère) de la colonisation grecque en Méditerranée occidentale. Les Phocéens fondent Massalia (actuelle Marseille, d'où son appellation de « cité phocéenne ») en 600 av. J.-C., près de l'embouchure du Rhône, puis ces Massaliotes fondent les cités d'Avenio (actuelle Avignon), Agathè Tychè (Agde), Antipolis (Antibes), Nikaïa (Nice), Monoïkos (Monaco), Alalia (actuelle Aléria), un comptoir sur la côte orientale de la Corse, face à l'Étrurie vers 545 av. J.-C., puis Élée, ainsi que de puissantes colonies en Espagne, comme Emporion (Empúries), en Catalogne. Le mot ἐμπόριον / empórion en grec ancien désignait une place de commerce maritime.

### Destruction de la ville
En 546 av. J.-C., Phocée est prise par les Perses de Cyrus le Grand. Selon Hérodote, une partie des riches familles de la métropole décide de quitter la ville et de venir se réfugier dans leurs colonies, contribuant ainsi à leur développement. Néanmoins le site de Phocée n'est pas complètement abandonné, comme en témoigne le théâtre construit au IVe siècle av. J.-C.
Le temple d'Athéna archaïque s'effondre à la suite d'un tremblement de terre au IIe siècle apr. J.-C. ; mais il est reconstruit en marbre par les Romains.